# Алімбет
Алімбе́т (каз. Әлімбет) — село у складі Каргалинського району Актюбінської області Казахстану. Адміністративний центр Алімбетівського сільського округу.
У радянські часи село називалось Алімбетовка.
Населення — 837 осіб (2021; 1009 у 2009, 1016 у 1999, 1755 у 1989).